# 凤凰资讯榜
凤凰资讯榜，是凤凰卫视资讯台的一档周播资讯节目，由竹幼婷担任主持，节目主要介绍一周最新的网络热点。本节目已于2014年12月27日播出最后一期并于2015年10月3日与《媒体大摄汇》合并为《新闻朋友圈》。

## 停播前播出时间[1]
- 首播：香港时间星期六14:15-15:00
- 重播：香港时间星期六19:15-20:00、星期日03:30-04:15、星期日09:20-10:00、星期一10:15-11:00

## 节目环节
本节目共分为三节：
- 网络人气榜：梳理一周网络热点话题
- 潮爆榜：梳理一周潮流资讯
- 视听榜：梳理一周影音热点

## 外部連結
- 鳳凰衛視：鳳凰資訊榜官網（页面存档备份，存于）